# Alexandre del Valle
Alexandre del Valle, francoski politolog, novinar in raziskovalec, * 6. september 1969, Pariz, Francija. 
Je avtor številnih knjig in člankov s področja geopolitike in mednarodnih odnosov.

## Življenjepis
Rodil se je v družini francoskega in italijanskega izvora v Marseillu.

## Univerzitetne študije
Študiral je vojaško zgodovino, nacionalne obrambe in zgodovino političnih doktrin na univerzi Montpellier 3 Paul-Valéry  na Institut d'Etudes Politiques v Aix-en-Provence na univerzi za politične vede Milanu.
Je na Univerzi Montpellier 3 Paul-Valéry doktoriral s temo Zahod in drugi dekolonizacije: nativizem in islamizem od hladne vojne do danes.

## Poklicna kariera
Poučuje geopolitiko in mednarodne odnose na Višji Trgovinski šoli ESC La Rochelle.

## Knjige
Je avtor sedmih knjig o terorizmu, islamizem, Turčija in muslimanska civilizacija. V svoji knjigi "islamski totalitarizem", kliče islamizem tretji totalitarizem, druga dva pa sta komunizem in nacizem. V svoji zadnji knjigi "Chaos Sirije", študira temeljnih vzrokov državljanske vojne v Siriji.

## Ideje
Podpira spravo Evrope in Rusije, ki so v novo geopolitično blok, ki jo je imenoval "Pan-West." Meni, da je to zavezništvo nujno potrebno v boju proti islamskemu terorizmu.